# Ines Maria Breinbauer
Ines Maria Breinbauer (* 13. Mai 1949 in Linz) ist eine österreichische Pädagogin und Universitätsprofessorin.

## Leben
Ines Maria Breinbauer studierte zunächst für das Lehramt in der Sekundarstufe und wählte dabei die Fächerkombination Mathematik und Philosophie-Psychologie-Pädagogik. Im Rahmen dieses Studiums erwarb sie 1972 den akademischen Titel Magister der Naturwissenschaften (Mag. rer. nat.), mit dem sie auch die Lehramtsprüfung absolvierte. 1974 promovierte sie in Pädagogik und Psychologie zum Dr. phil. am Institut für Erziehungswissenschaft der Universität Wien, wo sie seit 1972 als Universitätsassistentin tätig war.
Nach der Habilitation 1982 mit einer kumulativen Schrift zum Thema Theorie und Lehrbarkeit der Erziehung war sie 1991/92 Professorin für Allgemeine Pädagogik an der Universität Regensburg und 1992/93 in derselben Funktion an der Universität Passau. In den Jahren 1993 bis 1999 war sie Mitglied im Fachhochschulrat. Von 1998 bis zu ihrer Emeritierung im Jahr 2014 war Breinbauer Professorin für Allgemeine Pädagogik am Institut für Erziehungswissenschaft der Universität Wien und hatte die Leitung der Abteilung für Theoretische und Systematische Pädagogik sowie der Forschungseinheit Allgemeine Erziehungswissenschaft und Medienpädagogik inne. 
Von 2000 bis 2004 war sie Vizestudiendekanin an der Fakultät für Human- und Sozialwissenschaften, vormals Grund- und Integrativwissenschaftliche Fakultät der Universität Wien, von 2004 bis 2008 wirkte sie als Vizedekanin der Fakultät für Philosophie und Bildungswissenschaft und als Vizestudienpräses an der Universität Wien. Von 2008 bis 2012 war sie Dekanin der Fakultät für Philosophie und Bildungswissenschaft. Sie ist auch nach ihrer Emeritierung weiterhin in der Lehre tätig.

## Werk
Ines Maria Breinbauer ist seit 1996 Verfasserin des Lehrbuchs Einführung in die allgemeine Pädagogik, das im Jahr 2000 in der dritten Auflage im Facultas Universitätsverlag erschienen ist.
Ferner war sie von 1981 bis 2004 Schriftleiterin der Vierteljahrsschrift für wissenschaftliche Pädagogik (herausgegeben im Auftrag der Görres-Gesellschaft).
2021 war sie während der Corona-Pandemie Mitautorin und Mitherausgeberin des Bandes Corona bewegt – nicht nur, aber auch die Bildungswissenschaft.

## Schriften (Auswahl)

### Monografien als Verfasserin
- Erwachsenenbildung und Medienverbund. Dargestellt am Studienprogramm „Management“ des Österreichischen Rundfunks. Wien 1977, ISBN 3-8113-5391-8.
- Erziehung in der Schule. Wien 1980, permalink.obvsg.at.
- Der Respekt vor dem Subjekt – Studien zu Theorie und Lehrbarkeit der Erziehung. (= kumulative Habilitationsschrift), Wien 1982, permalink.obvsg.at.
- Einführung in die allgemeine Pädagogik. 3. Aufl. Wien 2000 (1. Aufl. 1996), ISBN 3-85114-436-8.

### Als Herausgeberin
- Bildung für die Zukunft – Die Zukunft der Bildung (=Innere Schulreform X). Reihe: Grundfragen der Pädagogik der Gegenwart, hg. von Marian Heitger. Tyrolia, Innsbruck 1991, ISBN 978-3-7022-1814-0.
- Mit Konstantin Mitgutsch, Elisabeth Sattler, Kristin Westphal: Dem Lernen auf der Spur. Die pädagogische Perspektive. Klett-Cotta, Stuttgart 2008 ISBN 978-3-608-94494-5.
- Mit Gabriele Weiß: Orte des Empirischen in der Bildungstheorie. (Einsätze theoretischer Erziehungswissenschaft II). Königshausen & Neumann, Würzburg 2011, ISBN 978-3-8260-4800-5.
- Mit Sabine Krause: Im Raum der Gründe. (Einsätze theoretischer Erziehungswissenschaft IV). Königshausen & Neumann, Würzburg 2015, ISBN 978-3-8260-5748-9.
- Mit Sabine Krause und Michelle Proyer: Corona bewegt – nicht nur, aber auch die Bildungswissenschaft. Verlag Julius Klinkhardt, Bad Heilbrunn 2021, ISBN 978-3-7815-2453-8.